# Michael Stewart (baloncestista)
Michael Curtis Stewart, (nacido el 25 de abril de 1975 en Cucq, Francia) es un exjugador de baloncesto estadounidense. Con 2.08 de estatura, su puesto natural en la cancha era el de pívot.

## Trayectoria
- Universidad de California (1993-1997)
- Sacramento Kings (1997-1998)
- Toronto Raptors (1999-2002)
- Cleveland Cavaliers (2002-2003)
- Boston Celtics  (2003-2005)
- Atlanta Hawks (2005)

## Estadísticas de su carrera en la NBA

### Temporada regular
| Año     | Equipo     | PJ  | PT | MPP  | %TC  | %3P | %TL   | RPP | APP | ROB | TPP | PPP |
| ------- | ---------- | --- | -- | ---- | ---- | --- | ----- | --- | --- | --- | --- | --- |
| 1997-98 | Sacramento | 81  | 37 | 21.7 | .480 | –   | .458  | 6.6 | .8  | .4  | 2.4 | 4.6 |
| 1998-99 | Toronto    | 42  | 2  | 9.4  | .415 | –   | .680  | 2.4 | .1  | .1  | .7  | 1.5 |
| 1999-00 | Toronto    | 42  | 1  | 9.3  | .377 | –   | .563  | 2.2 | .1  | .1  | .5  | 1.4 |
| 2000-01 | Toronto    | 26  | 0  | 4.7  | .324 | –   | .611  | 1.1 | .1  | .2  | .1  | 1.3 |
| 2001-02 | Toronto    | 11  | 0  | 8.5  | .348 | .–  | .545  | 2.3 | .3  | .4  | .3  | 2.0 |
| 2002-03 | Cleveland  | 47  | 0  | 5.3  | .378 | –   | .667  | 1.2 | .1  | .0  | .3  | .8  |
| 2003-04 | Cleveland  | 8   | 2  | 9.5  | .429 | –   | 1.000 | 2.3 | .0  | .1  | 1.0 | 1.0 |
| 2003-04 | Boston     | 17  | 0  | 4.2  | .400 | –   | .500  | .6  | .0  | .1  | .1  | .3  |
| 2004-05 | Atlanta    | 12  | 1  | 12.1 | .524 | –   | .429  | 3.3 | .4  | .5  | .4  | 2.1 |
| Total   | Total      | 286 | 43 | 11.5 | .442 | –   | .522  | 3.2 | .3  | .2  | 1.0 | 2.2 |

### Playoffs
| Año   | Equipo  | PJ | PT | MPP | %TC   | %3P | %TL | RPP | APP | ROB | TPP | PPP |
| ----- | ------- | -- | -- | --- | ----- | --- | --- | --- | --- | --- | --- | --- |
| 2001  | Toronto | 2  | 0  | 2.0 | .000  | –   | –   | .5  | .0  | .0  | .0  | .0  |
| 2002  | Toronto | 1  | 0  | 8.0 | 1.000 | –   | –   | 3.0 | .0  | .0  | 1.0 | 4.0 |
| 2004  | Boston  | 1  | 0  | 2.0 | –     | –   | –   | .0  | .0  | .0  | .0  | .0  |
| Total | Total   | 4  | 0  | 3.5 | .667  | –   | –   | 1.0 | .0  | .0  | .3  | 1.0 |